# 奧斯特魯茲尼察
奧斯特魯茲尼察（塞爾維亞語：Остружница），是塞爾維亞的城鎮，由貝爾格萊德負責管轄，位於該國中北部薩瓦河右岸，距離首都貝爾格萊德14公里，面積623平方公里，海拔高度94米，2002年人口3,929。
44°44′N 20°19′E / 44.733°N 20.317°E